# 다음증
다음증(多飮症, polydipsia) 또는 다갈증(多渴症), 번갈증(煩渴症), 다음다갈증(多飮多渴症)은 지나친 갈증을 느끼거나 물을 너무 많이 마시는 증상이다. 'Polydipsia'라는 단어는 그리스어로 '매우 목마른'이라는 뜻을 가지는 πολυδίψιος (poludípsios)에서 유래하였다. 이는 πολύς (polús, '많은') + δίψα (dípsa, '목마른')을 합친 단어이다. 다음증은 여러 가지 질환에서 나타나는 비특이적인 증상이다. 대표적인 질환으로는 요붕증, 당뇨병 등이 있다. 새처럼 사람이 아닌 동물에서도 발생할 수 있다.

## 같이 보기
- 항상성
- 수분 중독
- 저나트륨혈증